# The Kind of Love We Make
«The Kind of Love We Make» (с англ. — «Любовь, которую мы творим») — песня американского кантри-певца Люка Комбса, вышедшая 16 июня 2022 года на лейблах River House и Columbia Nashville в качестве второго сингла с его третьего студийного альбома Growin’ Up. Комбс написал песню совместно с Джейми Дэвисом, Дэном Исбеллом и Ридом Исбеллом и выступил сопродюсером вместе с Чипом Мэтьюсом и Джонатаном Синглтоном. Песня о любви и пожарном, спасающем двух стариков в горящем доме.
Сингл достиг второго места в кантри-чарте Country Airplay и первого в Hot Country Songs, получил платиновую сертификацию в США.

## История
Билли Дьюкс из Taste of Country назвал эту песню «первой песней Комбса для спальни», положительно сравнив её с творчеством Билли Каррингтона. Он также описал её как смешение современного R&B-звучания с мейнстримовой кантри-музыкой. Джон Фриман из Rolling Stone Country также сравнил её с Керрингтоном, назвав её «немного стилистическим поворотом».

## Коммерческий успех
Песня «The Kind of Love We Make» дебютировала под номером 18 в чарте Billboard Country Airplay от 25 июня 2022 года. Это второй самый высокий дебют Комбса в этом чарте после песни «Beer Never Broke My Heart», которая дебютировала на 15-м месте в мае 2019 года. На следующей неделе песня дебютировала на втором месте в чарте Hot Country Songs того же издания. Это был второй по величине дебют Комбса в этом чарте после песни «Forever After All», которая дебютировала на первом месте в ноябре 2020 года. Несмотря на высокий дебют в чарте Country Airplay, она затем достигла только второго места в этом чарте, будучи оттеснённой от вершины песней Коула Суинделла «She Had Me at Heads Carolina». Заняв второе место, сингл стал первым треком Комбса, не попавшим на первое место, и завершил рекордную серию из тринадцати подряд сольных синглов, открывавших карьеру под первым номером, которая началась с его дебютного сингла «Hurricane» в мае 2017 года.
9 июля 2022 года сингл «The Kind of Love We Make» вышел на первое место Hot Country Song. Сингл получил платиновую сертификацию в США.

## Музыкальное видео
Сопровождающий клип был выпущен 16 июня 2022 года. В нём рассказывается о параллельных историях пожилой и молодой пары. Молодая пара старается выкроить время для друг друга из-за напряженного графика работы пожарного и фельдшера, пока их не вызывают на пожар, вспыхнувший в доме пожилой пары. Дом был полностью повреждён, но чудом жильцы остались невредимы и, скорее всего, даже не заметили пожара, так как «потерялись» друг в друге во время танца.

## Чарты
| Чарт (2022)                         | Высшая позиция |
| ----------------------------------- | -------------- |
| Австралия (ARIA)                    | 21             |
| Канада (Billboard Canadian Hot 100) | 13             |
| Канада (Billboard AC Airplay)       | 25             |
| Канада (Billboard Country)          | 1              |
| Мир (Billboard Global 200)          | 38             |
| Ирландия (IRMA)                     | 47             |
| Новая Зеландия (RMNZ)               | 6              |
| Великобритания (UK Singles Chart)   | 72             |
| США (Billboard Hot 100)             | 8              |
| США (Billboard Country Airplay)     | 2              |
| США (Billboard Hot Country Songs)   | 1              |

| Чарт (2022)                        | Позиция |
| ---------------------------------- | ------- |
| Австралия (ARIA)                   | 95      |
| Канада (Canadian Hot 100)          | 33      |
| Мир (Global 200, Billboard)        | 163     |
| США (Billboard Hot 100)            | 36      |
| США (Country Airplay, Billboard)   | 5       |
| США (Hot Country Songs, Billboard) | 5       |

## Сертификации
| Регион                                                                      | Сертификация  | Продажи   |
| --------------------------------------------------------------------------- | ------------- | --------- |
| Австралия (ARIA)                                                            | 2× Платиновый | 140 000   |
| Великобритания (BPI)                                                        | Серебряный    | 200 000   |
| США (RIAA)                                                                  | Платиновый    | 1 000 000 |
| Данные о продажах + прослушиваниях приведены только на основе сертификации. |               |           |